# Walther von der Vogelweide
Walther von der Vogelweide (n. circa 1170 — d. circa 1230) este poetul liric austriac cel mai cunoscut din perioada Evului Mediu. A deprins arta poetică "singen unde sagen" la Curtea din Viena.
Vogelweide și-a petrecut anii uceniciei la Viena, în preajma lui Reinmar, poet consacrat al curții. Debutează prin 1190, devenind el însuși poet oficial. Disensiuni cu Leopold al VI-lea îl determină să-și încerce norocul la diferite curți princiare. La Würzburg pare să-și fi petrecut, cu excepția timpului consacrat episcopului regent Engelbert din Colonia, ultimii ani ai vieții. Înțelegând înlănțuirea evenimentelor istorice, Walther pune conștient poezia sa în slujba independenței și unității statului german. Întemeietor al poeziei politice culte, el demască exploatarea poporului de către Vatican și luptă pentru un imperiu de factură ștaufică. Sesizând discrepanțele dintre etica normativă teoretică și morala practică, Walther sparge tiparele rigide și convenționale ale liricii feudale "Hoher Minnesang". Anul 1198, întunecat de tulburările provocate de alegerea concomitentă a lui Filip de Suabia și a lui Otto Guelful, marchează începuturile poeziei politice germane. Cu sentimentul marii răspunderi, Walther se avântă în arena politică. Luptele interne care macină unitatea imperiului îi înflăcărează sentimentul patriotic. "Ich hôrte diu wazzer diezen" este creația spontană, rodul unei personalități neobișnuite și constituie chezășia maturității poetice a lui Walther.
Deși extrem de renumit, numele de Walther nu se regăsește în registrele epocii sale, cu excepția unei singure referiri în povestirile de călătorie ale episcopului Wolfger de Passau — Walthero cantori de Vogelweide pro pellicio v solidos longos — „cinci șilingi lui Walther cântărețul de Vogelweide pentru cumpărarea unei mantii de blană”. Principalele surse de informare asupra lui Walther von der Vogelweide le reprezintă proprille sale poezii și referirile ocazionale ale contemporanilor tradiției Minnesang.
Poeziile lui Walther prezintă nu numai un mare geniu artistic, dar și un caracter laborios și pasionat, extrem de uman.
Considerat cel mai de seamă reprezentant al liricii germane medievale. Îmbinând tonul sentențios al poeziei gnomice tradiționale cu sentimentul etic al "Minnesang"-ului cavaleresc, extins la dimensiuni general-umane, a creat o operă de profundă comunicare sentimentală, a cărei spontaneitate imagistică și muzicală amintește de cântecul popular. Lirică erotică de plenitudine vitală (Mädchenlieder - Cântece de fete; Under der Linden - Pe sub tei), cântece religioase (Marienleich - Moartea Mariei), poeme politice și patriotice, poezie a resemnării în fața vremelniciei lucrurilor. La Curtea din Wartburg cunoaște pe Wolfram von Eschenbach. De la Împăratul Friedrich II capătă o feudă, probabil la Würzburg, unde îi este și mormântul în tinda Catedralei noi. La bătrânețe a alcătuit poezii religioase "Gottesminne" și Cîntece de Cruciată. A scris cea dintâi poezie cu cuprins patriotic: "Deutschland über alles".